# Cunningham (segling)

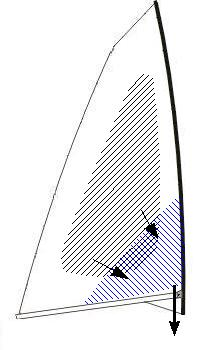
Effekten av att spänna cunningham

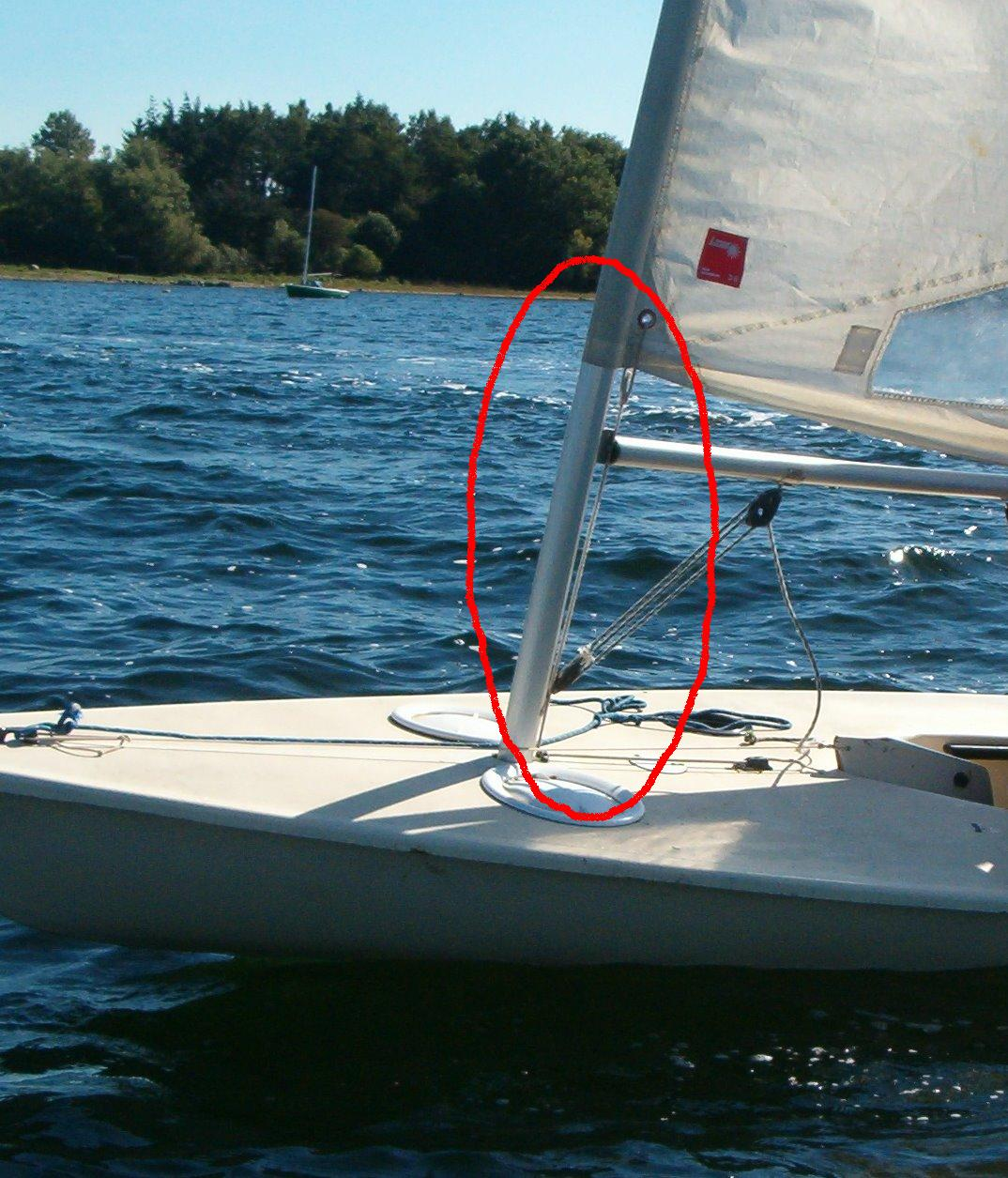
Cunningham på en segeljolle

Cunningham är en trimmöjlighet på bermudariggade segelbåtar. Den består vanligtvis av en tamp som går antingen från däcket eller bommen, genom ett förstärkt hål i seglet och via däck till en plats där besättningen kommer åt den, vanligtvis till sittbrunnen. 
Effekten av att dra i cunninghamen är att mastliket sträcks och det resulterar i att seglets buk flyttas framåt, neråt och blir mindre (se bild). En mindre buk gör att båten lutar mindre och har möjlighet att gå fortare, detta dock på bekostnad av att den inte kan hålla en kurs lika högt mot vinden.
Cunninghamen är uppkallad efter sin uppfinnare Briggs S. Cunningham II som var en framgångsrik America's Cup-seglare.